# Oscylator (automat komórkowy)
Oscylator – wzór w automacie komórkowym, który wraca do swojego pierwotnego stanu po skończonej liczbie kroków. Ewolucja tego typu powtarza się w nieskończoność. Warunkiem jest identyczna orientacja i pozycja struktury na planszy po wykonaniu danej liczby kroków - statki nie są więc, w dosłownym znaczeniu tego słowa, oscylatorami. Wracają one do swojego pierwotnego stanu, ale jednocześnie wiąże się to z ich przesunięciem. 
Najmniejsza liczba kroków, po której układ powraca do pierwotnego stanu to okres oscylatora. Oscylator o okresie 1 to struktura  stabilna, ponieważ nigdy się nie zmienia.

## Przykłady
W grze w życie Johna Conwaya, okresy oscylatorów najczęściej przyjmują wartości 2, 3, 4, 6 lub 8, choć znaleziono i takie, których okres wynosi prawie 150 000.
Większość liczb naturalnych może być długościami okresu oscylatora. Wyjątkami są jednak liczby 19, 23, 31, 37, 38, 41, 43 oraz 53. Nie wiadomo, czy oscylatory dla takich długości okresów istnieją, ale jest bardzo prawdopodobne, że tak jest. Warto dodać, że dla okresów 34 i 51 jedyne znane oscylatory składają się z niezależnie działających struktur o okresie 2 i 17. Przykładowo oscylator o okresie 51 tworzy się z oscylatorów długości 2 i 17 w takiej odległości, by na siebie nie wpływały. Dla cyklu długości 14 istnieje natomiast tylko jeden oscylator (Fontanna). 
Charakterystyczną cechą oscylatorów o dłuższych okresach jest podobieństwo tych o cyklu jednakowej długości (np. oscylatory długości 32 przypominają zegary z obracającą się wskazówką).

Blinker - okres 2
okres 3
Krzyż - okres 3
okres 3
Stół bilardowy - okres 4
Stół bilardowy -okres 4
ośmiokąt, okres 5
okres 5
okres 5
Penthadecathlon - okres 15